# Hemirhamphodon pogonognathus
La especie Hemirhamphodon pogonognathus es un pez de agua dulce de la familia zenarcoptéridos, distribuido por ríos del sur de Tailandia, Malasia, Singapur e Indonesia.

## Importancia para el hombre
No se pesca para comercializar en mercados, pero puede ser empleado en acuariología aunque inusual.

## Anatomía
Con el cuerpo alargado y mandíbula inferior más larga, tiene una longitud máxima de 10 cm el macho y 6 cm la hembra.
Pertenece al grupo de los peces cuya aleta dorsal es melanófora, con una separación distintiva entre el pigmento de la parte distal de la aleta y los radios 3 a 8 de la base de esta aleta, que es mayor que la distancia entre dos radios adyacentes.

## Hábitat y biología
Vive en ríos y aguas salobres, pelágico pegadoa a la superficie del agua o cerca de ella, prefiere un pH entre 6 y 8 así como una temperatura entre 24 y 28 °C.
Tienen una reproducción ovovivípara, con hembras que paren alevines jóvenes.